# Caterina Durante
Caterina Durante, detta Rina (Melendugno, 29 ottobre 1928 – Lecce, 26 dicembre 2004), è stata una giornalista, scrittrice e insegnante italiana.

## Biografia
(Rina Durante, La malapianta)
Caterina Durante nacque il 29 ottobre 1928 a Melendugno, ma trascorse i primi anni di infanzia sull'isola albanese di Saseno, dove il padre lavorava come comandante della Marina militare. Allo scoppio della seconda guerra mondiale fece ritorno a Melendugno.
Studiò presso la facoltà di Lettere presso l'Università di Bari e durante quegli anni pubblicò la sua prima opera, la raccolta di poesie dal titolo Il tempo non trascorre invano, con la prefazione di Eugène Bestaux.
Nel 1964 pubblicò, presso Rizzoli, il romanzo La Malapianta, che l'anno successivo vinse il Premio Salento.
Fu eletta consigliere comunale a Melendugno col Partito Socialista, e in seguito si candidò a Lecce (senza successo) nelle file del PCI.
Fra il 1967 e il 1970 si trasferì a Roma, dove insegnò materie letterarie nelle scuole superiori. Fu politicamente vicina ai movimenti studenteschi del '68 e alle classi operaie.
Tornata a Lecce, insegnò lettere presso l'istituto tecnico industriale "Enrico Fermi" e tenne corsi di sceneggiatura presso l'Università del Salento.
Negli anni Ottanta fu segretaria regionale pugliese del Sindacato Nazionale Scrittori.
Nel 1996 pubblicò la raccolta di racconti autobiografici Gli amorosi sensi, con prefazione di Maria Corti.
Morì a Lecce nella notte tra Natale e Santo Stefano del 2004 dopo una lunga malattia all'età di 76 anni.

## Attività professionale

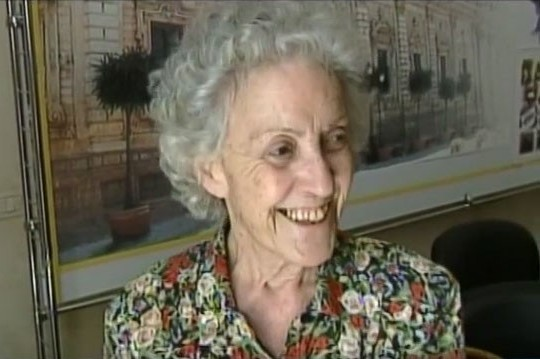
Rina Durante negli anni novanta

Fin da giovane si confrontò con importanti esponenti della cultura salentina quali Vittorio Bodini, Oreste Macrì, Vittorio Pagano e Vittore Fiore e iniziò a collaborare con la rivista Critone.
Si interessò al recupero delle tradizioni etnico-musicali del Salento, contribuendo alla salvaguardia e alla riscoperta del Tarantismo, e collaborando, peraltro, con la principale esponente del circuito del folk revival Giovanna Marini.
Fondò il Canzoniere Grecanico Salentino, il primo gruppo di ricerca folklorica formatosi in Puglia (1975), e curò personalmente il primo album del gruppo: Canti di Terra d'Otranto e della Grecia Salentina.
Nelle sue opere, oltre che sul tema della riscoperta delle radici storico culturali, si concentrò sul disagio delle classi più deboli (lavoratori, emigranti, ecc.).
Oltre alle numerose pubblicazioni letterarie, scrisse per il teatro Ballata salentina e per il cinema sceneggiatura e soggetto dei film Il Tramontana e La sposa di San Paolo; collaborò anche con la Rai realizzando radiodrammi e programmi culturali (Sapore di funghi, Il sacco di Otranto, Glossama ecc.).
Fece parte degli Amici della domenica, i componenti della giuria del Premio Strega.
Collaborò con importanti giornali anche a carattere nazionale: Quotidiano, la Gazzetta del Mezzogiorno, l'Unità, il Corriere del Mezzogiorno, quiSalento, Almanacco salentino, Dove, Avvenimenti, Corriere Canadese e Tandem.
Nel dicembre 2010 fu inaugurato a Melendugno, suo paese natale, il nuovo Centro culturale "Rina Durante", ubicato all'interno dell'ex scuola materna comunale.
Il 18 e 19 novembre 2013 si tenne – tra Lecce, Calimera e Melendugno – un convegno nazionale di studi dedicato alla scrittrice e organizzato dall'Ateneo del Salento. Tra i numerosi interventi di critici letterari, studiosi e docenti universitari furono di particolare rilievo quelli di Goffredo Fofi, Alessandro Leogrande, Antonio Lucio Giannone, Massimo Melillo, Sergio Spina, Luigi A. Santoro, Eugenio Imbriani, Carlo Alberto Augieri e Franco Martina.
Nel 2014 venne ristampato, a cinquant'anni di distanza dalla prima edizione e a dieci dalla morte dell'autrice, il romanzo La Malapianta, presso la casa editrice Zane di Melendugno.
Nel 2015 l'istituto industriale "Enrico Fermi", dove Rina Durante insegnò per 12 anni, dedicò alla scrittrice la sua nuova biblioteca.
Nel 2017 venne intitolato a Rina Durante l'istituto comprensivo di Melendugno-Borgagne.
Nel 2018 fu vandalizzata la sua tomba e apparvero due poesie denigratorie su un portale di informazione online. I due episodi furono stigmatizzati dalle istituzioni.
Nel 2024 venne riaperto a Melendugno il centro culturale "Rina Durante", luogo di aggregazione giovanile.

## Opere letterarie
- Il tempo non trascorre invano, Bergamo, Collana di Misura, 1951
- La malapianta, Milano, Rizzoli, 1964
- Viaggio in Terra d'Otranto, Bari, Adda, 1972
- Da Verga a Balestrini. Antologia della condizione meridionale, Lecce, Saedi, 1975
- Tutto il teatro a Malandrino. Vita e spettacolo in un paese del Salento, Roma, Bulzoni, 1977
- Il sacco di Otranto, Bari, Adda, 1977
- Lecce e la sua provincia, Bari, Adda, 1981
- Rucola e caviale, Lecce, Edisalento-Quotidiano, 1993
- Tavole e bottiglie eccellenti di Puglia, Molise e Basilicata, Ostuni, I Vini del Sole, 1995
- Gli amorosi sensi, San Cesario di Lecce, Manni, 1996
- Cerere e Bacco a piene mani. Una civiltà da salvare, Fasano, Schena, 2001
- L'oro del Salento, a cura di Massimo Melillo, Nardò, Besa, 2005 (postumo)
- La malapianta, Melendugno, Zane, 2014 (nuova edizione)
- La malapianta, Otranto, AnimaMundi, 2020 (nuova edizione)

## Filmografia
- Il Tramontana di Adriano Barbano, 1966, soggetto e sceneggiatura
- Otranto 1480 di Adriano Barbano, 1980, soggetto e sceneggiatura
- La sposa di San Paolo di Gabriella Rosaleva, 1990, soggetto e sceneggiatura
- Viaggio a Galatina di Luigi A. Santoro, 1990, soggetto
- Ritorno a Kurumuny di Piero Cannizzaro, 2003

## Teatro
- Ballata salentina (1982)

## Programmi televisivi

### Programmi Rai
- Le rondini del Salento per il ciclo "Puglia magica" di Corrado Sofia, 1963
- Sapore di funghi, radiocommedia, regia di P. Formentini, 1976-1977
- Glossama, dedicato alle popolazioni di lingua greca del Salento, 1977
- Il sacco di Otranto, sogg. e scen., 1980
- Tarantismo per il programma tv "Misteri", 1997

## Riconoscimenti
- Premio Salento
  - 1965 – per il romanzo La Malapianta